# ألسويرث فارس
ألسويرث فارس (بالإنجليزية: Ellsworth Faris)‏ هو عالم اجتماع أمريكي، ولد في 30 سبتمبر 1874، وتوفي في 19 ديسمبر 1953.